# Jean-François Cuzon
Jean-François Cuzon est un navigateur français né le 16 mai 1973 à Rennes.
En 1999, il est champion du monde de 470 à Melbourne, ainsi que champion de monde en fireball à Brest. Il gagne deux fois la Fastnet Race, une fois en équipage et une fois en duo. Et il a notamment navigué aux côtés de Sébastien Josse et fait partie de l'équipe Mer Agitée de Michel Desjoyeaux. Il a participé plusieurs fois à la Coupe de l'America, et deux fois au Transat Jacques-Vabre, où par deux fois il a dû abandonner sur avarie.
Ingénieur, il crée en 2008 l'entreprise Pixel sur mer, qui équipe les bateaux de course en matériel technologique.

## Biographie
Il naît le 16 mai 1973, à Rennes.
Jean-François Cuzon effectue des études de physique et intègre l'INSA de Rennes[réf. nécessaire],. Il devient ingénieur en électronique,.
En 1999, Jean-François et Benoît Petit gagne la médaille d'or des Mondiaux de 470 à Melbourne,, et deviennent donc les champions du monde de cette spécialité. Jean-François et Benoît Petit sont également cette année là champions du monde en fireball, à Brest.
En août 2003, il fait partie de l'équipage de Sébastien Josse, qui remporte le Fastnet Race.
En 2004, il fait partie de l'équipe Mer Agitée de Michel Desjoyeaux,.
En 2007, il fait partie de l'équipe Challenge Areva qui participe à la Coupe Louis-Vuitton,. L'équipe française finit à la 8ème place. En 2007, dans l'équipe Challenge Areva, Jean-François Cuzon participe également à la Coupe de l'America. Le journal La Nouvelle République décrira en 2011 Jean-François Cuzon comme étant un « habitué de la Coupe de l'America ».
En août 2009, le duo composé de Sébastien Josse et Jean-François Cuzon est vainqueur du Fastnet Race,,,.
Le 8 novembre 2009, il est au départ de la Transat Jacques-Vabre avec Sébastien Josse sur le voilier monocoque de Sébastien Josse. Le 13 novembre, au nord des Açores, ils ont une avarie lors d'une tempête pendant laquelle le vent souffle à 120km/h. Ils déclenchent la balise de détresse et sont récupérés par un hélicoptère de l'armée portugaise. Ils abandonnent la course,,.
En 2011, il travaille à la mise au point du monocoque Cheminées Poujoulat. Il réalise la coordination avec l'École polytechnique fédérale de Lausanne. Il s'occupe également du volet scientifique, en relation avec Océanopolis à Brest. En novembre 2011, il participe à nouveau au Transat Jacques-Vabre, cette fois avec Bernard Stamm sur le monocoque Cheminées Poujoulat, sur lequel il est responsable de l'électronique et de l'informatique. Le 7 novembre, ils doivent abandonner la course, se font hélitreuillés et amenés aux Açores,. Ils ont découvert une importante voie d'eau, dont une expertise indiquera qu'elle résulte d'une collision avec un OFNI.

## Pixel sur Mer
En 2008, il crée l'entreprise Pixel sur mer, qui développe et installe des équipements technologiques pour tous les bateaux de course navigant au large,. En 2021, l'équipe comporte une vingtaine de salariés. L'entreprise est localisée sur deux sites : à Brest et Lorient.
En 2016, Pixel sur Mer équipe une petite dizaine de bateaux qui participent au Vendée Globe. Les équipements informatiques, électroniques, et électriques gèrent la fourniture et la gestion des énergies, les systèmes de sécurité, dont les radars et les balises, la communication, notamment par satellite, le pilotage automatique, etc. Yann Eliès, Sébastien Josse, et Pieter Heerema utilisent principalement le matériel de Pixel sur Mer, qui fournit également en partie Armel Le Cléac’h, Vincent Riou et Morgan Lagravière.
En 2021, Ouest France signale que la technologie est devenue un facteur très important dans la performance de navigation et indique que le matériel technologique de Jean-François Cuzon est utilisée par les « plus grands skippers ». Le Journal des entreprises précise que ses clients sont en France ou à l'international, et que Pixel sur Mer a fait un chiffre d'affaires en 2020 de 2 millions d'euros.
En 2024, alors que Pixel sur Mer est devenu un spécialiste des systèmes de navigation automatique, l'entreprise britannique B&G, spécialisée dans l'électronique de navigation, annonce un partenariat avec l'entreprise de Jean-François Cuzon, afin de travailler sur le pilotage automatique des nouvelles générations de bateaux.

### Vie privée
Jean-François Cuzon est marié à Stephanie Cuzon et est père de 3 filles.

## Palmarès

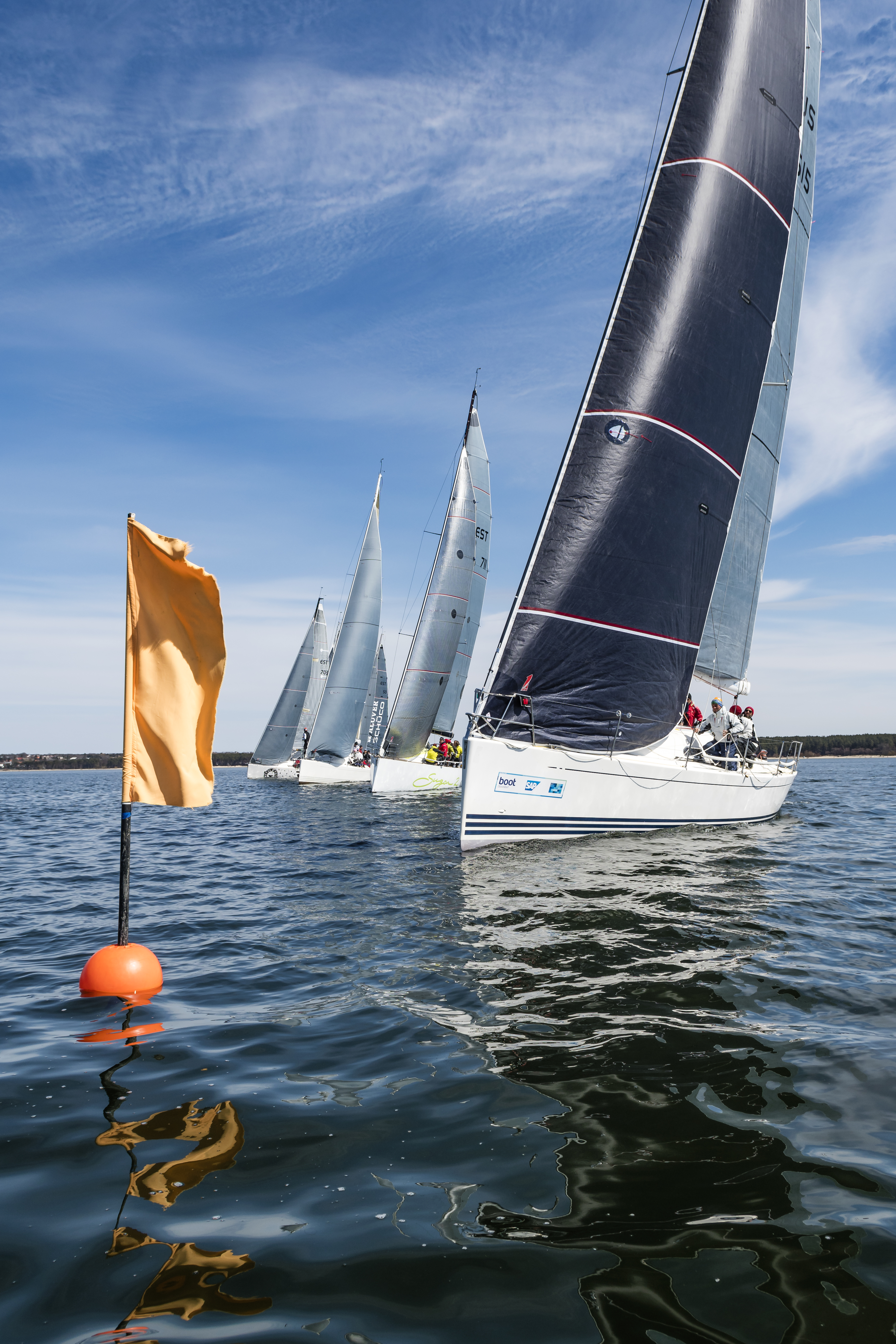
Chips magique

### 1988-2000 Voile Olympique, 470
- 1999 Champion du monde de 470 à Melbourne.
- 1999 Champion du monde de Fireball à Brest.
- 3 titres de Champion de France en 470.
- 1991 Champion d’Europe de 420 en Suède.
- Campagnes Olympique en 470 pour Atlanta et Sydney de 1991 à 2000.
- Membre de l’équipe de France de Voile de 1996 à 2000.

### 2001-2005 Trimaran Géant, Imoca 60 VMI
- Navigateur sur le Trimaran Géant de Michel Desjoyeaux.
- Navigateur sur l’Imoca 60 VMI de Sébastien Josse.
- Vainqueur du Fasnet 2003 sur VMI avec Sébastien Josse.
- Vainqueur du Trophée Clairefontaine en 2003 et 2004 avec Michel Desjoyeaux.

### 2005-2007 Coupe de l’America, Transat Jacques Vabre
- Routage de plusieurs Imocas au côté de Jean-Yves Bernot pour la Transat Jacques Vabre 2007.

- Navigateur sur le défi français Areva Challenge :
  - Coupe Louis Vuitton pour la 32ème Coupe de l’America en Espagne.
  - Circuit mondial de Match Racing avec Sébastien Col.
  - Vainqueur de l’épreuve du Danish Open.

### 2008-2009 Transat Jacques Vabre, Imoca, GP42
- Transat Jacques Vabre en double avec Sébastien Josse sur l’Imoca BT.
- Vainqueur du Fasnet en double avec Sébastien Josse sur BT.
- Vainqueur du Grand Prix Petit Navire en équipage sur BT.
- Vainqueur de la Transmanche en double sur BT.
- Tacticien et Navigateur sur Imoca et Trimaran Banque Populaire pour les courses en équipage.
- Vainqueur de l’épreuve de Castellon sur le GP42 NearMiss avec Bertrand Pacé.
- Navigateur sur le GP42 Roma avec l’équipe Shosholoza de Paolo Cian.
- Tour de Bretagne en double sur Figaro avec François Gabart.

### 2010-2011 Transat Jacques Vabre, Circuit Louis Vuitton, TP52, Tour de France
- Transat Jacques Vabre en double avec Bernard Stamm sur l’Imoca Cheminées Poujoulat.
- Vainqueur de la Semaine de Porquerolles sur le TP52 NearMiss avec François Brenac.
- Navigateur sur le TP52 NearMiss pour la Giraglia Rolex Cup.
- Navigateur sur le bateau RYOKAN 2 pour le Circuit des Classes Wally.
- Navigateur sur le Class America Aleph pour le Circuit Louis Vuitton avec Bertrand Pacé.
- Navigateur sur le Farr30 Ville de Paris pour le Tour de France à la Voile 2010.

### 2011-2012 Circuit des MOD 70
- Navigateur sur le Mod 70 OMAN Air avec le skipper Sydney Gavignet :
  - Krys Ocean Race New-York/Brest[31].
  - European Tour.

### 2013 MOD 70, Classe Wally, TP52
- Routage du MOD 70 Oman Air pour la Transat Jacques Vabre 2013.
- Navigateur sur le Wally Tango pour les Voiles de Saint Tropez.
- Navigateur sur le TP52 Near Miss pour la Giraglia Rolex Cup.

### 2014 Multi 70, Classe Wally
- Routage du Multi 70 Oman Sail (Sidney Gavignet) pour la Route du Rhum 2014.
- Navigateur sur le 80 pieds Tango G pour le circuit de régates Classe Wally (Voiles de Saint Tropez, Giraglia Rolex Cup…)
- Navigateur sur le Multi 70 Gitana XV avec Sébastien Josse pour l’Armen Race.